# Francesco Arcangeli (XVIII secolo)
Francesco Arcangeli (Pistoia, 18 maggio 1737 – Trieste, 20 luglio 1768) è stato un assassino italiano, noto per avere ucciso Johann Joachim Winckelmann.

## Biografia
Nacque a Campiglio di Cireglio, frazione del comune di Pistoia, il 18 maggio 1737, venendo battezzato il giorno seguente. Di professione cuoco, con precedenti penali a suo carico, nel 1768 fece la conoscenza di Johann Joachim Winckelmann, a cui intendeva rubare le medaglie da questi ricevute in regalo mentre si trovava alla corte imperiale.

## Assassinio di Winckelmann

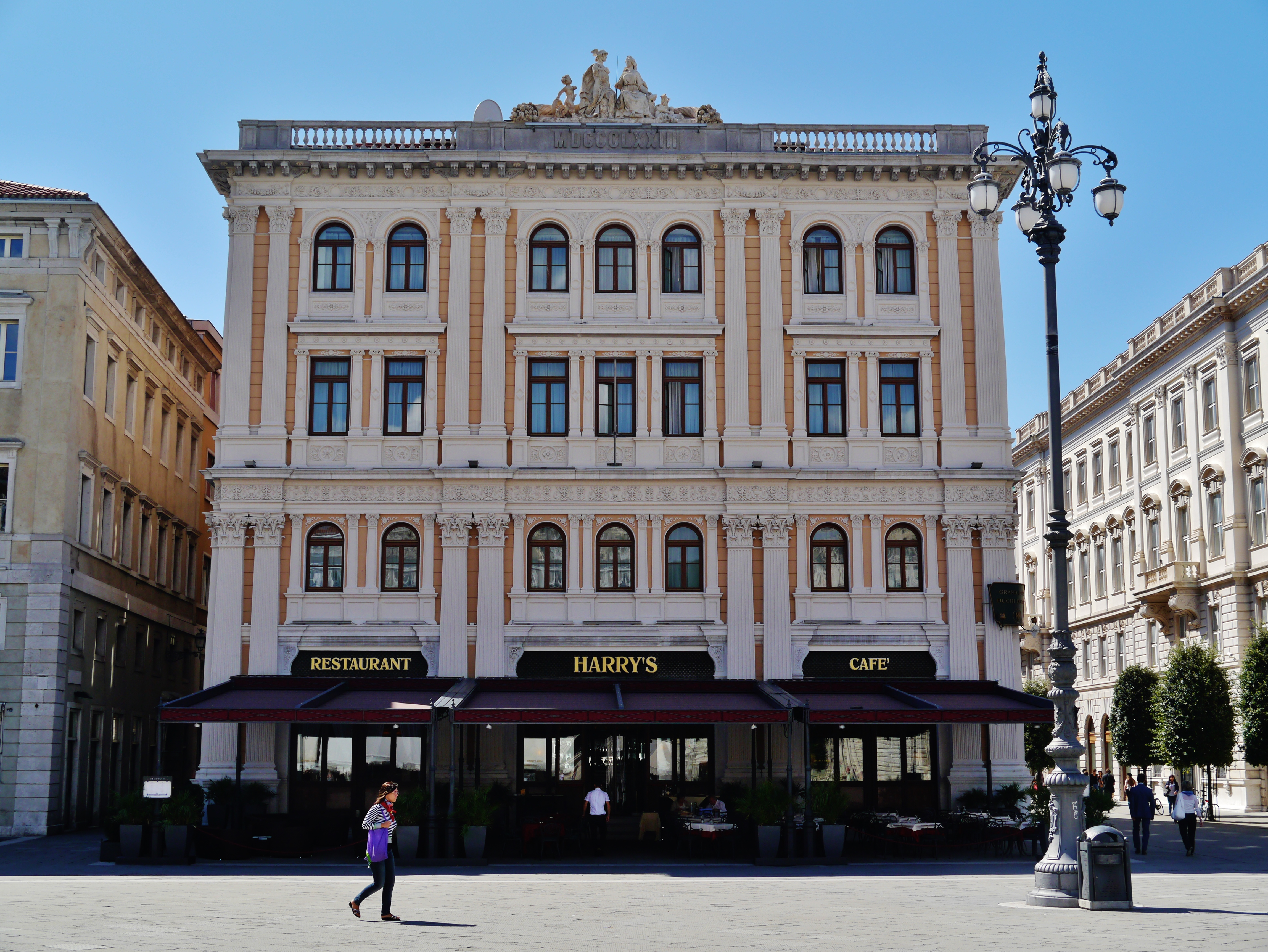
Il Grand Hotel Duchi d'Aosta a Trieste, l'allora Osteria Grande

Winckelmann, cinquantenne prefetto delle antichità di papa Clemente XIII, arrivò in incognito, come signor Giovanni a Trieste (allora parte del Sacro Romano Impero) il 1º giugno 1768. Era in viaggio insieme ad un amico, lo scultore Bartolomeo Cavaceppi, alla volta della natia Germania dopo 13 anni di assenza ma, in vista delle Alpi tirolesi, ebbe un attacco di panico e pensò di interrompere il viaggio. Cavaceppi lo convinse ad arrivare fino a Vienna, dove sarebbe stato ricevuto dall'imperatrice Maria Teresa. Alla fine però Winckelmann abbandonò l'amico, nonostante le sue suppliche, decidendo di ritornare nello Stato Pontificio da solo. Separatisi nella capitale asburgica, Winckelmann si diresse a Trieste. Lì scese all'Osteria Grande (la principale locanda della città e attuale Grand Hotel Duchi d'Aosta, nell'attuale Piazza Unità d'Italia) in attesa di una nave diretta ad Ancona, il principale porto adriatico dello Stato Pontificio, per raggiungere Roma. Nella locanda incontrò Francesco Arcangeli, un cuoco e cameriere pregiudicato, al momento disoccupato, che alloggiava nella stanza accanto alla sua. Arcangeli visitava spesso Winckelmann e qui lo studioso gli mostrava le medaglie d'oro e d'argento, che l'imperatrice Maria Teresa e la sua corte gli avevano conferito. I due trascorsero molto tempo insieme, mangiando, passeggiando e parlando, per tutta la settimana successiva al loro incontro.
Il 7 giugno Arcangeli accompagnò Winckelmann a comprare una matita e un temperino e lo stesso giorno Arcangeli ritornò da solo nello stesso negozio per acquistare un coltello e poi, ma in un altro negozio, una corda. Il giorno successivo, l'8 giugno 1768, andò a trovare Winckelmann nella sua stanza dopo cena, come era solito fare. Fu lì che provò a strangolarlo, ma Winckelmann riuscì ad impedirglielo; al che l'Arcangeli estrasse il coltello. Winckelmann venne pugnalato sia al petto, che "più in basso". Mentre fuggiva, si sentì Winckelmann a urlare giù per le scale: "Guarda cosa mi ha fatto! ". Agonizzante, trascorse le sue ultime ore di vita, facendo testamento e perdonando il suo assassino. Fu sepolto il giorno dopo nel cimitero della Cattedrale di Trieste. Arcangeli fu arrestato e il 18 luglio fu condannato a morte con il supplizio della ruota nella piazza davanti all'osteria. La sentenza fu eseguita due giorni dopo, il 20 luglio.

## Ipotesi
La notizia del bizzarro crimine si diffuse nell'Europa colta e fece molta impressione (Johann Wolfgang von Goethe, ad esempio, ricordava sempre quando e dove aveva ricevuto la notizia della morte di Winckelmann). L'assassinio di Winckelmann divenne oggetto di molte speculazioni e narrazioni in corrispondenze e discorsi privati, nonché in relazioni forensi, articoli e discorsi pubblici. Il Prof. Lionel Gossman, ad esempio, ritiene che vi siano reminiscenze dell'omicidio di Winckelmann, consapevoli o meno, ne La morte a Venezia di Thomas Mann.
Arcangeli venne interrogato sei volte, durante i quali fornì versioni contraddittorie degli eventi: disse di averlo ucciso perché lo credeva una spia, poi solo per derubarlo, poi perché lo credeva ebreo o luterano (Arcangeli si sarebbe insospettito per un libro scritto con caratteri strani che aveva notato sulla scrivania dello studioso - ma in realtà scritto in greco). A quanto pare, Arcangeli non pensò che il signor Giovanni fosse ricco, e nella fuga dopo l'attentato non sottrasse le due medaglie. Fu notata anche la stranezza del comportamento di Winckelmann, ovvero la sua registrazione sotto falso nome, l'assenza di qualsiasi contatto con le autorità o con personaggi di spicco durante il suo soggiorno a Trieste, nonché la sua frequentazione con un individuo disdicevole come Arcangeli e la sua reticenza a identificarsi apertamente nelle ore precedenti la sua morte. Si pensa comunemente che Winckelmann sia stato ucciso durante un tentativo di rapina, ma è stata anche diffusa l'ipotesi di un delitto a sfondo sessuale: i contemporanei non avevano dubbi sull'omosessualità di Winckelmann, vedendola come parte del suo vero amore per l'antichità classica, e c'era il sospetto che lo studioso fosse stato ucciso per aver fatto delle avances a un Arcangeli non consenziente (o non più consenziente, visto il numero di giorni passati insieme).